# Dieter Wendling
Dieter Wendling (* 30. Dezember 1954 in Willstätt, Baden-Württemberg) ist ein ehemaliger deutscher Fußballspieler.

## Karriere
Wendling, der die Position des Liberos begleitete, begann 1962 in seinem Heimatort Sand, wechselte im C-Jugendalter zum Kehler FV. Mit siebzehn Jahren spielte er in der ersten Mannschaft des FV Kehl (1. Amateurliga, damals dritthöchste Spielklasse). Später spielte er noch für den FV Lahr, Offenburger FV, Sportfreunde DJK Freiburg, Bahlinger SC. Im Rahmen seines Anglistikstudiums spielte er 1979 für die Toronto Varsity Blues und wurde mit der Mannschaft Kanadischer Hochschulmeister. Wendling wurde im selben Jahr ins Kanadische All Star Team gewählt. 1980 wechselte er zum Kuopion PS in die erste finnische Liga.
Nach seiner Karriere erwarb er 1991 die Trainer A-Lizenz und arbeitete unter anderem als Trainer beim SV Oberkirch, VfR Achern, SV Stadelhofen, SC Sand (2. Bundesliga Frauen). Vom 1. Januar 2008 bis zum 31. August 2011 trainierte er den Oberligisten SV Linx. Im Sommer 2013 übernahm er die 1. Frauenmannschaft des SC Sand und stieg ungeschlagen in die 1. Bundesliga auf. Seit der Saison 2014/15 fungiert er als sportlicher Leiter in Sand.